# Eighth Avenue Place
Eighth Avenue Place sind zwei Bürogebäude in Calgary, Alberta, Kanada. Die Gebäude befinden sich auf einem Gelände, auf dem sich vorher ein historisches Einkaufszentrum befand. Calgary erteilte die Baugenehmigung im März 2006. Der Abriss des alten Einkaufszentrums wurde im September 2007 beendet. Die Fundamentarbeiten fanden bis zum Sommer 2008 statt. Der oberirdische Bau begann kurz daraufhin.
Das Projekt umfasste ein 40-stöckiges Gebäude, Tower West mit einer Höhe von 183 Metern, sowie ein 49-stöckiges Gebäude mit einer Höhe von 202,5 Metern. Das erste Gebäude (east) wurde im Juni 2011 fertiggestellt. In dem Gebäude werden sich Büros, Einkaufs- und andere Einrichtungen sowie im zweiten Stock ein Erholungspark befinden. Die Architektur des Gebäudes, welches von den Gibbs Gage Architects entworfen wurde, wird den Rocky Mountains ähneln. Das Gebäude ist an Calgarys innerstädtisches Plus 15-Skywalk-Netzwerk angeschlossen. Unterirdisch verfügt das Gebäude über ein Parkhaus für 1000 Fahrzeuge.

## Galerie

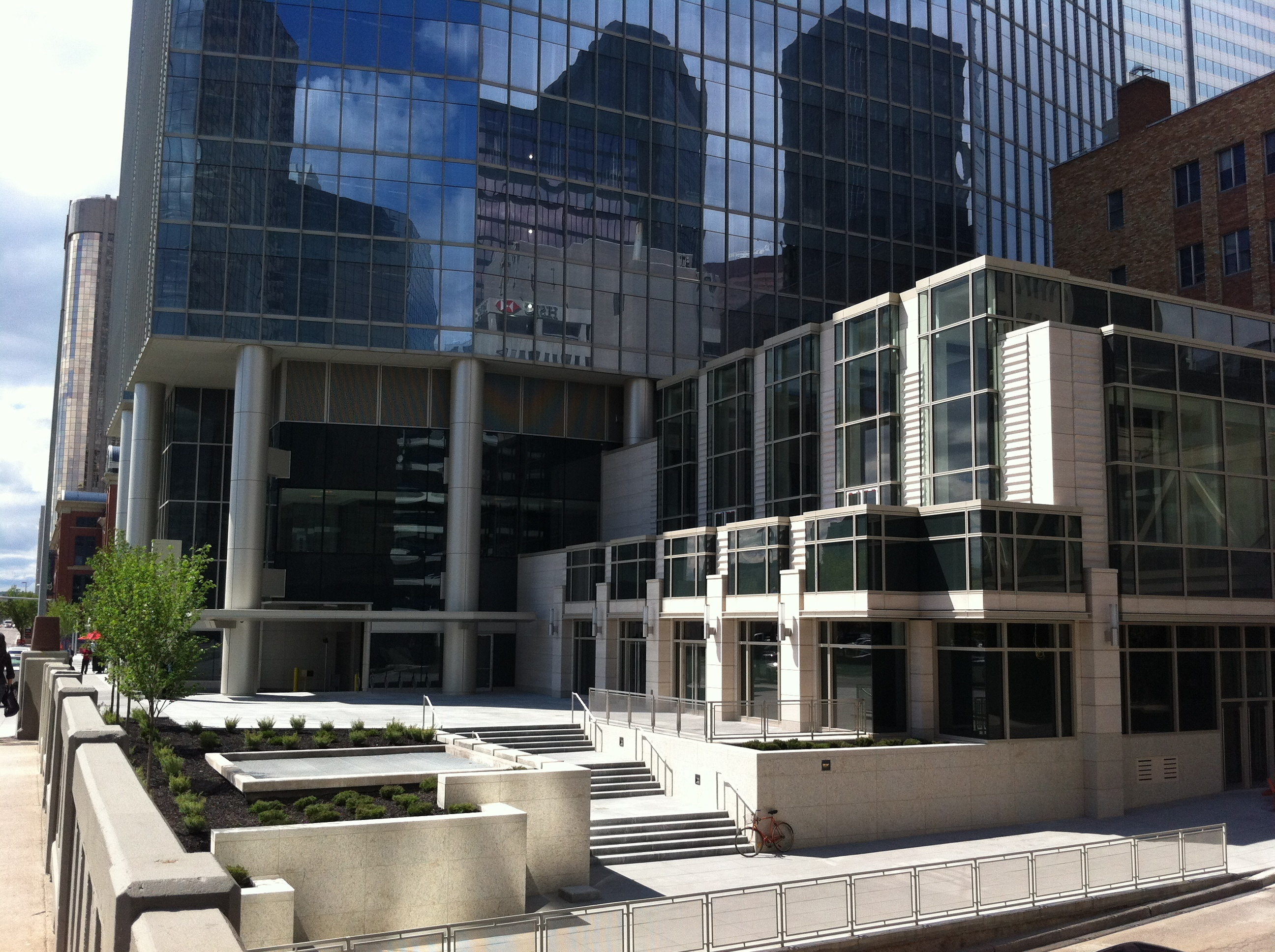
Eight Avenue Place East Vorplatz 2011
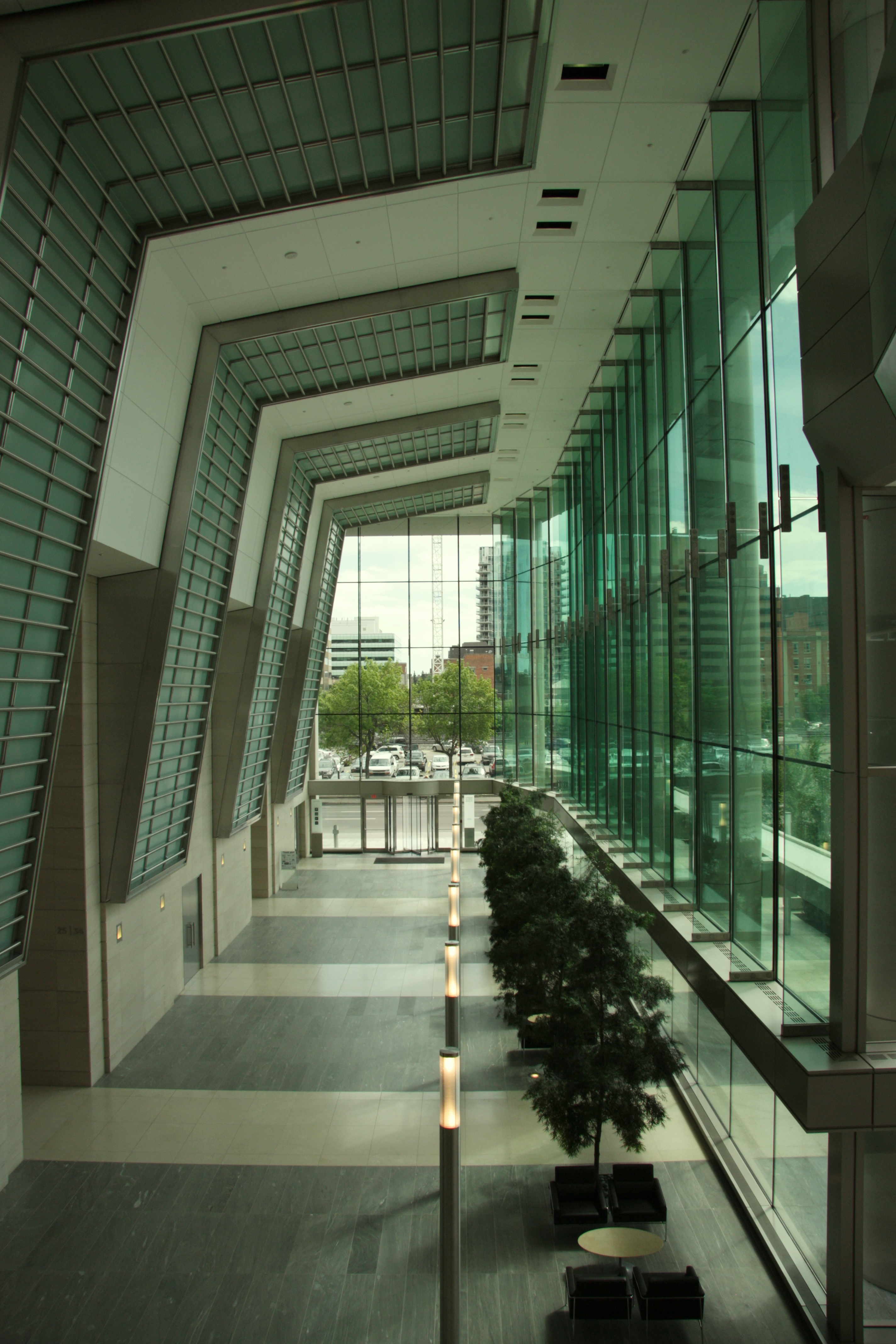
Eight Avenue Place, Lobby vom Süden 2011
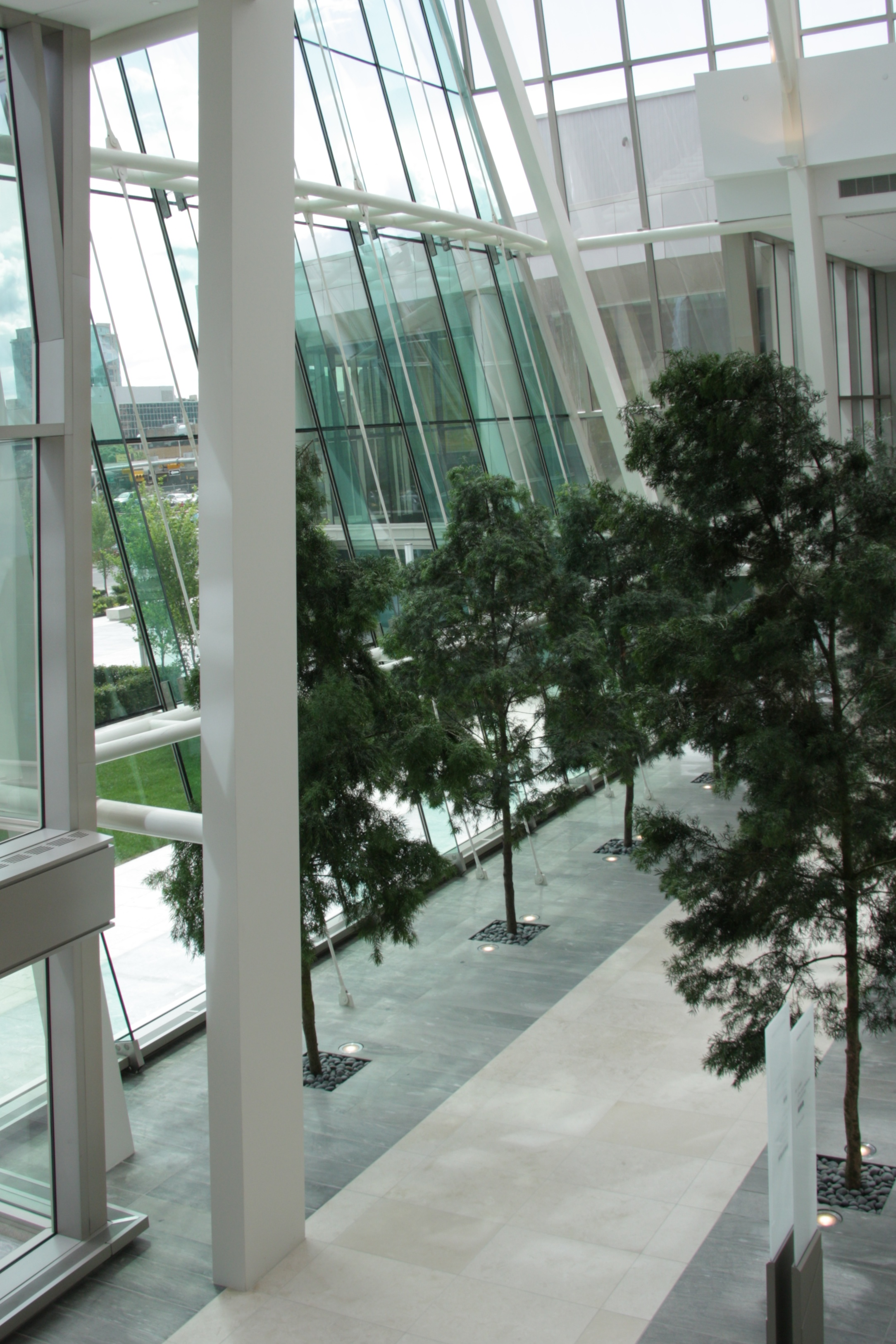
Foyer des Eight Avenue Place 2011